# Caenia dimidiata
Caenia dimidiata är en skalbaggsart som först beskrevs av Fabricius 1801.  Caenia dimidiata ingår i släktet Caenia och familjen rödvingebaggar. Inga underarter finns listade i Catalogue of Life.